# Boris Hauf
Boris Hauf (* 1974 in London) ist ein österreichischer Musiker (Saxophon, Flöten, Synthesizer, Orgel, Electronics) im Bereich des Avantgarde Jazz, der Improvisationsmusik und elektroakustischen Musik.

## Leben und Wirken

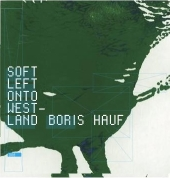
Cover der Boris Hauf-CD Soft Left Onto Westland 2005

Boris Hauf studierte Cello, Saxophon und Flöte an Konservatorien in Linz und Wien, daneben arbeitete er im Linzer Studio for Advanced Music Technology. Mitte der 1990er Jahre entstanden erste Aufnahmen mit der Punkband Fuckhead; Ende der Dekade bezog er elektronische Musik in sein Spiel ein. Er war Gründer der elektroakustischen Avantgardeband Efzeg, außerdem spielte er im Ulrichsberg Tri-Centric Ensemble, mit Josef Novotny, Burkhard Stangl und im Joëlle Léandre Tentet. Daneben arbeitete er regelmäßig in Chicago mit Ensembles wie Chicago Sound Map oder Television Power Electric. Ab 2001 veröffentlichte er eine Reihe von Privatmitschnitten und Downloads unter dem Titel Shameless. 2012 spielte der in Berlin lebende Musiker mit einem Sextett aus u. a. Keefe Jackson, Jason Stein, Frank Rosaly das Album Next Delusion (Clean Feed Records) ein. 

## Diskographische Hinweise
- Adam Sonderberg & Boris Hauf – Shameless 0202 (2002)
- Boris Hauf – Soft Left Onto Westland (Mosz, 2005)
- Boris Hauf – Clark (2006)
- Kyle Bruckmann / Werner Dafeldecker / Boris Hauf – Wane (Formed Jazz, 2006)
- Boris Hauf / Steven Hess / Keefe Jackson / Juun – Proxemics (Creative Sorces, 2011)
- Boris Hauf Sextet – Next Delusion (2012)
- Boris Hauf / Martin Siewert / Christian Weber / Steve Heather: The Peeled Eye (Shameless, 2016)